# Відрадне (Запорізький район)
Відрадне — селище в Україні, у Широківській сільській громаді Запорізького району Запорізької області. Населення становить 1375 осіб. До 2016 року орган місцевого самоврядування — Августинівська сільська рада.

## Географія
Селище Відрадне розташоване за 31 км від обласного центру та 22 км від адміністративного центру сільської громади, за 3 км від правого берега річки Дніпро, нижче за течією на відстані 2 км розташоване село Привільне. Від річки Дніпро до села утворена затока Балка Вільна.

## Історія
Село засноване 1930 року.
12 червня 2020 року, відповідно до розпорядження Кабінету Міністрів України від № 713-р «Про визначення адміністративних центрів та затвердження територій територіальних громад Запорізької області», селище увійшло до складу Широківської сільської громади.
19 липня 2020 року, в результаті адміністративно-територіальної реформи та ліквідації Запорізького району(1965—2020), селище увійшло до складу новоутвореного Запорізького району.
19 квітня 2025 року в селі відкритий спортивно-реабілітаційний простір «Відновлення», в якому військовослужбовці та їхні родини зможуть отримати комплексну допомогу та займатися спортом, відвідати консультацію у психолога.

## Населення

### Мова
Розподіл населення за рідною мовою за даними перепису 2001 року:
| Мова            | Кількість | Відсоток |
| --------------- | --------- | -------- |
| українська      | 1000      | 72.73%   |
| російська       | 351       | 25.53%   |
| болгарська      | 6         | 0.44%    |
| білоруська      | 2         | 0.15%    |
| румунська       | 1         | 0.07%    |
| інші/не вказали | 15        | 1.08%    |
| Усього          | 1375      | 100%     |

## Економіка
- ПрАТ «Відрадненське» (птахо-товарна ферма)[5].

## Об'єкт соціальної сфери
- Середня загальноосвітня школа.

## Галерея

Природні ландшафти на околиці селища Відрадне
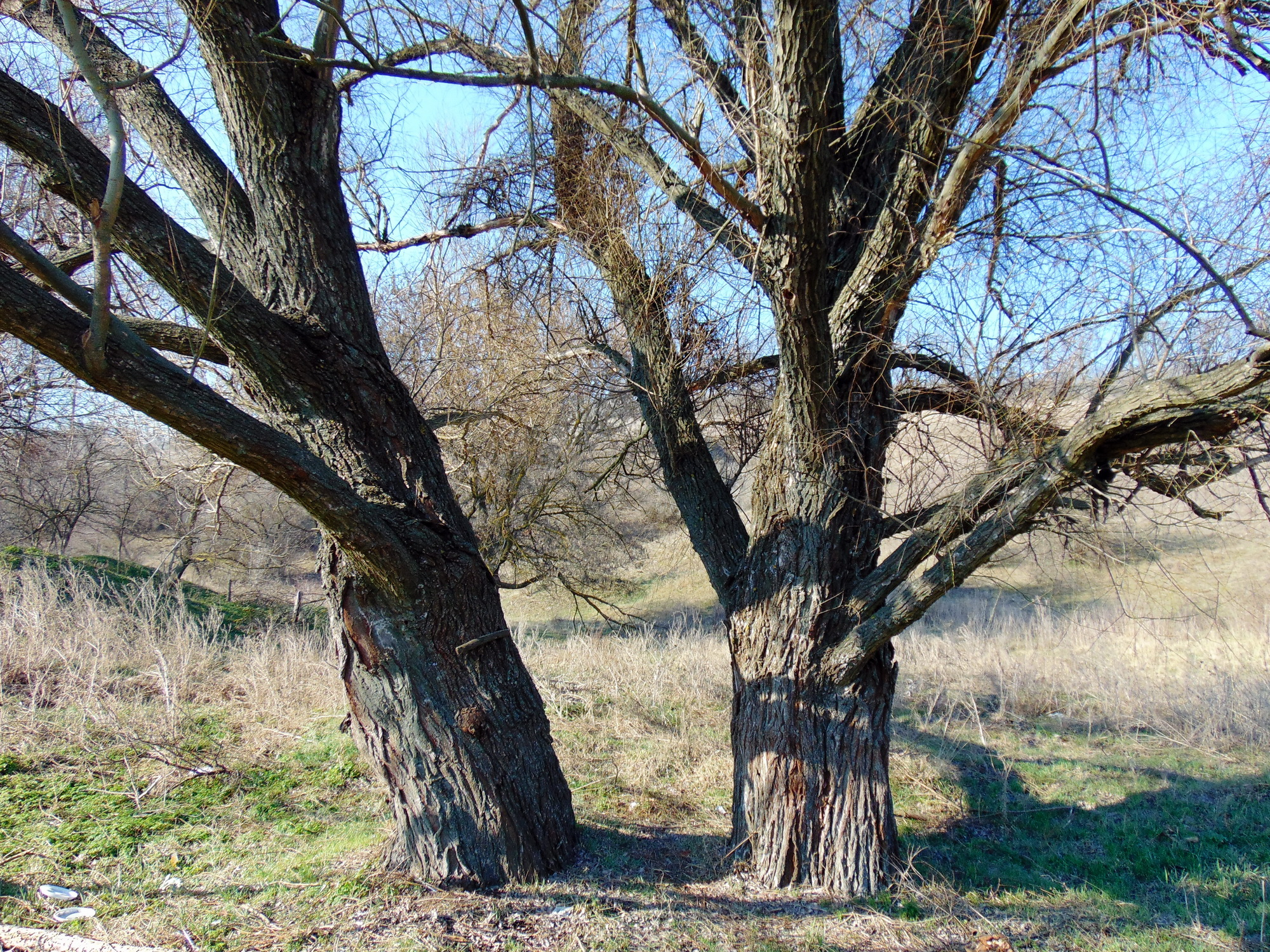
Вікові верби
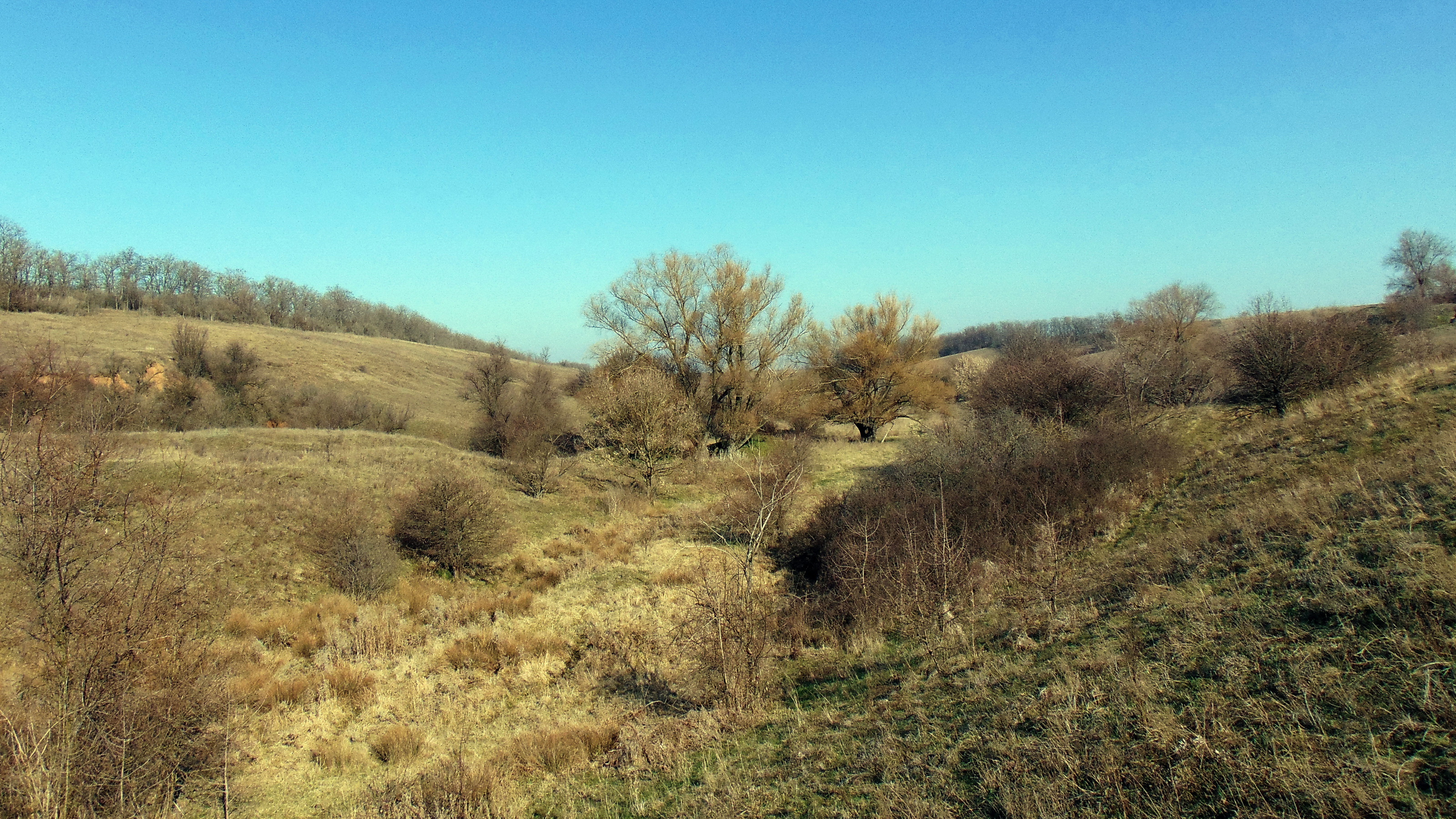
Балка Вільна